# Teroldego Rotaliano
Teroldego Rotaliano ist ein Weinbaugebiet für trockenen Rotwein und Roséwein im Trentino. Die Appellation, die seit dem 18. Februar 1971 den Status einer Denominazione di origine controllata (kurz DOC) genießt, ist nach der Rebsorte Teroldego und der im Tal der Etsch liegenden Ebene Campo Rotaliano benannt. Die Denominazione wurde zuletzt am 7. März 2014 aktualisiert.

## Anbaugebiet
Die Ebene liegt auf ca. 220 m s.l.m. beim Zusammenfluss von Etsch (italienisch: Adige) und Noce, nur unweit der Brennerautobahn (A22) entfernt. Die schön gelegenen Weingärten liegen auf sandigem, kalkreichem Boden über Kiesschichten, die vom Noce aus dem Gebirge transportiert wurden. Umrahmt werden die Flächen von bis zu 1850 Meter hohen Bergen. Die Produktionszone umfasst die Gemeinden Mezzocorona und Mezzolombardo sowie den Ortsteil Grumo der Gemeinde San Michele all’Adige in der Provinz Trient. Das Gebiet liegt ca. 20 km nördlich der Stadt Trient, unweit vom Weinbaugebiet Sorni.
Im Jahr 2016 wurden von 422 Hektar Rebfläche 40.244 Hektoliter DOC-Wein produziert.

## Herstellung
Die Weine werden aus der Rebsorte Teroldego hergestellt.
Die Reben dieser Rotweinsorte werden traditionell auf Pergolen erzogen. Andere Winzer in Mezzolombardo bevorzugen hingegen das Guyot-System, das pflegeaufwendiger ist, aber hochwertigeres Traubengut liefert.

## Weintypen
Laut Denomination (Auszug):

### Teroldego Rotaliano Rosso oder Teroldego Rotaliano Rubino
Der Rotwein gehört zu den besseren Rotweinen Oberitaliens. Der junge Wein kann bereits mit Genuss getrunken werden und ist dabei sehr fruchtig. Der Wein gewinnt jedoch durch eine Lagerung von 5 bis 7 Jahren. Beim Winzer lagert der Wein in der Regel etwa 1 bis 2 Jahre in Eichenfässern und danach noch einmal 6 Monate auf der Flasche, bevor er vermarktet wird.
- Farbe: ziemlich intensives Rubinrot, manchmal mit lila Rändern
- Geruch: charakteristisch, angenehm fruchtig, sehr intensiv
- Geschmack: trocken, fruchtig, leicht bitter, mit einem leichten Geschmack von Mandeln, leicht körperreich und leicht tanninhaltig;
- Alkoholgehalt: mindestens 11,5 Vol.-%
- Säuregehalt: mind. 4,5 g/l
- Trockenextrakt: mind. 21,0 g/l

### Teroldego Rotaliano Rosato oder Teroldego Rotaliano Kretzer
Der „Rosato“ oder „Kretzer“ genannte Roséwein wird sortenrein aus der Sorte Teroldego gekeltert.

### Teroldego Rotaliano Superiore und Teroldego Rotaliano Superiore Riserva
Der Superiore muss mindestens 12 Vol.-% und 22 g/l Trockenextrakt besitzen. Der Riserva ist ein Rotwein, der beim Winzer (mindestens 2 Jahre) gereift ist.